# Húsadalstindur
Húsadalstindur är en bergstopp i republiken Island. Den ligger i regionen Austurland, 300 km öster om huvudstaden Reykjavík. Toppen på Húsadalstindur är 875 meter över havet.
Närmaste större samhälle är Höfn, omkring 11 kilometer väster om Húsadalstindur. Trakten runt Húsadalstindur består i huvudsak av gräsmarker.